# Ginette Hamelin
Ginette Hamelin (Clermont-Ferrand, 4 de março de 1913 – 14 de outubro de 1944), nascida Ginette Sylvere, foi uma engenheira e arquiteta francesa que se tornou membro da resistência francesa e oficial de inteligência na Segunda Guerra Mundial. Ela morreu em um campo de concentração em 1944.

## Biografia
Hamelin nasceu em Clermont-Ferrand, Puy-de-Dôme, França, em 4 de março de 1913. Seu pai era o Major Antoine Sylvère, o qual liderou um grande grupo de maquis na região sudoeste da França. Sua irmã era a cantora Jany Sylvaire. Hamelin estudou engenharia e arquitetura na Escola Especial de Obras Públicas, onde foi a primeira mulher a se formar nessa área. Casou-se com N. Hamelin, cunhado do futuro primeiro-ministro Jacques Chaban-Delmas. Em 1934, Hamelin tornou-se membro da Juventude Comunista da França.

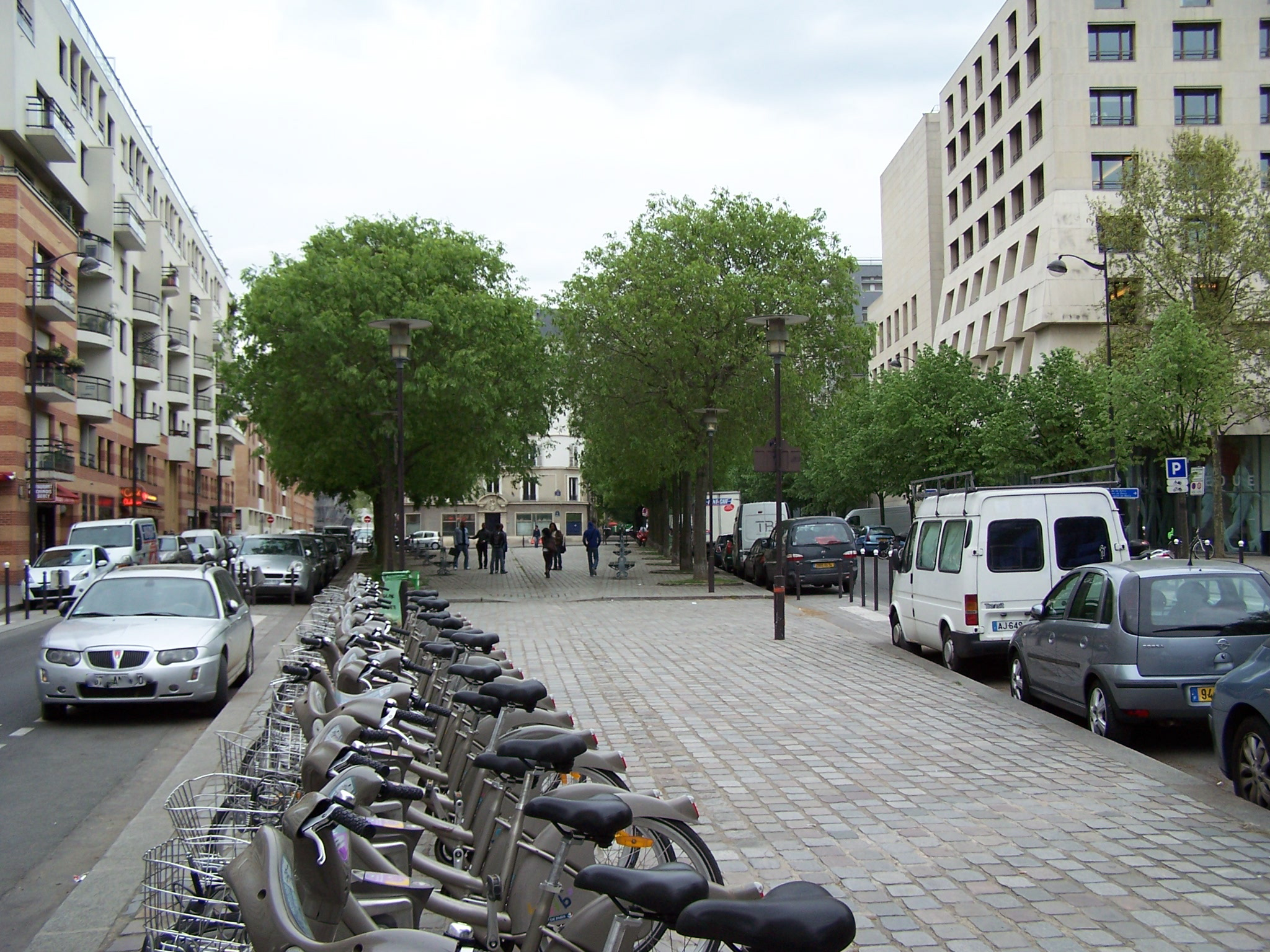
Praça Ginette-Hamelin

O marido de Hamelin foi morto em 1940, e ela se juntou à Resistência em 1941. Ela fazia parte da Frente Nacional de Libertação e Independência da França junto de sua irmã. Elas lutaram ao lado de André Debon. Hamelin juntou-se aos Francs-Tireurs et Partisans, onde se tornou segunda-tenente e também chefe de um serviço de inteligência. No dia 13 de abril de 1943, Hamelin foi capturada e enviada para Fort de Romainville. De lá, foi deportada para o campo de concentração de Ravensbrück em 29 de agosto. Ela morreu no campo em 14 de outubro de 1944.

## Reconhecimento
Seu nome está inscrito nos memoriais de guerra de Joigny e Auxerre. Uma praça no 12º distrito de Paris recebeu seu nome em 2003.